# Ancorabolus mirabilis
Ancorabolus mirabilis is een eenoogkreeftjessoort uit de familie van de Ancorabolidae. De wetenschappelijke naam van de soort is voor het eerst geldig gepubliceerd in 1903 door Norman.